# Ondersteuningsverklaring
Een ondersteuningsverklaring (H4) is in Nederland een schriftelijke verklaring van een persoon die de deelname van een nieuwkomende politieke partij aan verkiezingen ondersteunt. De ondersteuningsverklaring dient op het gemeentehuis te worden verwerkt door een bevoegd ambtenaar. De ondersteuner moet zich legitimeren, woonachtig zijn in deze gemeente en als kiezer zijn geregistreerd. De verklaring wordt alleen in de week voor de kandidaatstelling afgegeven en door de inleveraar van de kieslijst verzameld. De ondersteuningsverklaring wordt als bijlage ingediend op de dag van kandidaatstelling (6 weken voor de verkiezingen).
Deze verklaring is nadrukkelijk geen stemverklaring! De ondersteuner heeft het recht om anders te stemmen op de dag van de verkiezingen en zich aan het stemgeheim (artikel 53 lid 2 Grondwet) te houden. Er mag per ondersteuner maar één ondersteuningsverklaring per verkiezing worden afgegeven  en deze is niet in te trekken .
De ondersteuningsverklaring is in de Kieswet geregeld onder artikel H4.
Een politieke partij heeft deze verklaringen nodig als men voor het eerst deelneemt aan de verkiezingen, deelneemt na bij de vorige verkiezingen geen zetels te hebben behaald of deelneemt met een blanco lijst. De ondersteuningsverklaringen zijn bedoeld om te laten zien dat er voldoende draagvlak is in de samenleving voor deze partij. Dit is een organisatorische kiesdrempel die naast de financiële kiesdrempels van registratie van naam (G1) en borgstelling (H12) zorgt dat wildgroei en misbruik van het democratische systeem beperkt blijft. Zittende politieke partijen (met voldoende stemmen bij de vorige verkiezingen voor een zetel) hebben laten zien dat ze al wel voldoende draagvlak hebben.
Het verzamelen van ondersteuningsverklaringen is een grote operatie. Het komt vaak voor dat nieuwkomende partijen potentiële ondersteuners uitnodigen om gelijktijdig de verklaring te komen ondertekenen. De partij levert de juiste formulieren volgens het model H4, ze begeleidt het proces bij de ambtenaar, controleert nogmaals op geldigheid, en neemt de ondersteuningsverklaring op in de bundel documenten die op de dag van de kandidaatstelling ingeleverd worden. Alleen de inleveraar van de politieke partij is verantwoordelijk dat iedere ondersteuningsverklaring als bijlage bij de kandidaatstellingsprocedure wordt betrokken.
Een ongeldige ondersteuningsverklaring, of het inleveren van een te klein aantal, heeft tot gevolg dat de kandidatenlijst binnen die kieskring ongeldig wordt verklaard en de politieke partij wordt uitgesloten van de verkiezingen. Het is mogelijk voor een partij om per kieskring deel te nemen aan de verkiezingen.

## Tweede Kamerverkiezingen
Een partij dient per kieskring 30 ondersteuningsverklaringen in te dienen van kiezers die in de kieskring woonachtig zijn. Er zijn 20 kieskringen in Nederland. Voor de kieskring van Caribisch Nederland te Bonaire zijn maar 10 ondersteuningsverklaringen benodigd. Wil men landelijk overal meedoen (wat een voorwaarde is om aanspraak te maken op de Zendtijd voor Politieke Partijen), dan dient men dus 580 geldige verklaringen in te dienen.

## Eerste Kamerverkiezingen
Voor de verkiezingen van de Eerste Kamer der Staten-Generaal is iedere provincie een kieskring en is er per kieskring één ondersteuningsverklaring nodig van een zittend Statenlid.

## Overige verkiezingen
In een gemeente met ten minste 39 gemeenteraadszetels zijn 30 ondersteuningsverklaringen nodig. Wanneer het aantal zetels tussen de 19 en 38 zetels bedraagt zijn er 20 ondersteuningsverklaringen nodig en als er minder dan 19 zetels zijn dient men 10 ondersteuningsverklaringen in te dienen.
Bij de waterschapsverkiezingen is het gehele waterschap een kieskring en daar zijn 30 ondersteuningsverklaringen nodig.
Binnen de grenzen van de provincies Gelderland (2), Noord-Holland (3), Zuid-Holland (4) en Noord-Brabant (2) liggen meerdere kieskringen. Bij de provinciale verkiezingen zijn er 30 ondersteuningsverklaringen nodig per kieskring.
Voor de verkiezingen van het Europees Parlement is geheel Nederland een kieskring en zijn er 30 ondersteuningsverklaringen nodig.